# Фридрих Вильгельм Гессенский
Фридрих Вильгельм Николас Карл Гессенский (15 октября 1854, Копенгаген — 14 октября 1888, море между Батавией и Бангкоком) — немецкий принц, глава Гессенского дома и титулярный ландграф Гессен-Кассельский (1884—1888).

## Ранние годы
Старший сын принца Фридриха Вильгельм Георга Адольфа Гессен-Кассельского (1820—1884) и его второй жены принцессы Марии Анны Фридерики Прусской (1836—1918), внучки короля Пруссии Фридриха Вильгельма III.
Как и его отец, Фридрих Вильгельм вначале воспитывался в Дании, затем учился в гимназии в Дрездене (Vitzthum-Gymnasium). В 1873—1875 годах он учился в Боннском университете, где с 1875 года был членом Боннской студенческой корпорации «Боруссия».
С 1876 года принц Фридрих Вильгельм служил в прусской армии в чине майора в 7-м Рейнском гусарском полку короля Вильгельма I. Кроме того, он числился майором 12-го Мариупольского российского гусарского полка.
В октябре 1884 года после смерти своего отца Фридрих Вильгельм стал главой Гессенского дома и титулярным ландграфом Гессен-Кассельским. Его младшие братья Александр Фридрих, Фридрих Карл и сестры Елизавета Шарлотта Александра и Сивилла Маргарита перешли под его опеку и попечительство.
В 1884 году после смерти бездетного герцога Вильгельма Брауншвейгского (1806—1884) Фридрих Вильгельм Гессенский безуспешно претендовал на вакантный герцогский престол в Брауншвейге, но не получил поддержки со стороны прусского правительства.
В 1886 году принц Фридрих Вильгельм Гессен-Кассельский отправился в трехлетнее кругосветное путешествие. Принц путешествовал инкогнито под именем барона Эшбаха вместе с пятью компаньонами. Вначале он посетил страны Ближнего Востока, Карибского бассейна, Центральную Америку и США, затем побывал в Индии, Китае, Японии, Южной Австралии, Новой Зеландии, Новой Гвинее и Яве. Во время путешествия на французском пароходе «Волга» из порта Батавия в Бангкок 14 октября 1888 года принц упал за борт судна и утонул. Немецкий консул в Сингапуре отправил телеграмму в министерство иностранных дел в Берлине, в котором высказал предположение, что принц пропал без вести, выпав за борт парохода. Фридрих Вильгельм Гессен-Кассельский должен был посетить Бангкок по приглашению короля Сиама Рамы V.
Не был женат и не оставил детей. После гибели Фридриха Вильгельма главой Гессенского дома стал его младший брат Александр Фридрих.